# 俱姓
俱姓（漢語拼音：jū），一個中國姓氏，人數較少。

## 來源
俱姓，为中國東晋末十六國時期後秦俱罗氏所改。

## 外部連結
[在维基数据编辑]
 《欽定古今圖書集成·明倫彙編·氏族典·俱姓部》，出自陈梦雷《古今圖書集成》